# Juan Oliac y Serra
Juan Ramón Oliac y Serra (Barcelona, c. 1707/1708-Ávila, 20 de enero de 1780) fue un compositor y maestro de capilla español.

## Vida
Nació en Barcelona. Parece que se formó musicalmente en el Pilar de Zaragoza, con su tío, Francisco Luis Serra, que fue maestro de capilla allí entre 1715 y 1758.
Tras el fallecimiento del maestro de capilla de la Catedral de Ávila, Fermín de Arizmendi, el 15 de diciembre de 1733, el cabildo abulense convocó unas oposiciones para buscar un sucesor al cargo. Se presentaron, además de Oliac, Adrián González Gámiz, maestro del Burgo de Osma, y Juan Mir y Llusá, compositor residente en Madrid. Oliac presentó cartas de recomendación de su tío, fechada el  17 de febrero de 1734, de Jaime Casellas, maestro de Toledo, y los organistas de la Catedral de Toledo, Jacinto del Río y Joaquín Martínez. Estas cartas hacen pensar que Oliac trabajó en Toledo antes de presentarse en Ávila.
Las oposiciones se realizaron el 27 de mayo de 1734, siendo nombrado José Mir y Llusá el 9 de julio de ese mismo año. Mir renunció poco después y se realizaron unas segundas oposiciones el 21 de junio de 1734, a las que curiosamente también se presentó Mir. En estas segundas pruebas salió ganador Oliac, que fue nombrado maestro de capilla y rector del colegio de seises el 17 de septiembre de 1734.
En 1736 se presentó al magisterio de la Seo de Zaragoza, «habiendo salido muy airoso», pero sin éxito. Un año después tuvo algunos problemas con el cabildo por faltar a las clases de seises y no se le permitió colocar en la catedral una imagen de la virgen del Pilar, que había financiado junto con los músicos José Valiente y Pedro Burriel. El 14 de septiembre de 1740 se ordenó sacerdote, tras varias llamadas de atención del cabildo.
En 1744 se presentó a las oposiciones para el magisterio de la Catedral de Santiago de Compostela, que había quedado vacante tras la partida del maestro Pedro Rodrigo al Monasterio de la Encarnación de Madrid. El Cabildo decidió convocar unas oposiciones a la que se presentaron diez aspirantes:
- Antonio Guadarrama, maestro de capilla de la Catedral de Orense;
- Pedro Cifuentes Mazo, organista de la Capilla Real de Madrid;
- Juan Oliac y Serra, maestro de capilla de la Catedral de Ávila;
- Manuel González Gaitán, maestro de capilla de la Catedral de Segovia;
- Juan Martín Ramos, maestro de capilla de la Catedral de Salamanca;
- Manuel Agullón y Pantoja, maestro de capilla de la Catedral de Zamora;
- Antonio Ventura Roel, maestro de capilla de la Catedral de Mondoñedo;
- Francisco Hernández Illana, maestro de capilla de la Catedral de Burgos;
- Manuel Antonio López del Río, maestro de capilla de la Catedral de Lugo; y
- Manuel Paradís, maestro de capilla de la Catedral de Tuy.

Oliac no tuvo éxito, siendo el cargo para Pedro Cifuentes Mazo, en ese momento organista de la Capilla Real de Madrid. Parece que también se presentó al magisterio del Real Convento de la Encarnación de Madrid ese mismo año.
El 29 de abril de 1750 fue cesado como rector del Colegio de Seises por el castigo excesivo a uno de los niños. El 6 de mayo de 1750 se nombró a Antonio Pérez para sustituirlo.
Ya mayor, el 27 de enero de 1773 solicitó que se le relevara de algunas de sus responsabilidades. El 12 de febrero de 1773 se transfirieron sus responsabilidades en la Escuela de Música al bajón Francisco de la Huerta y el 9 de diciembre de 1778 se decidió que Faustino Gutiérrez, el colegial más antiguo, diera clases a los seises. Tres años más tarde, el 20 de enero de 1780, falleció a los setenta y dos años. Fue enterrado el día siguiente en la catedral, en la capilla de la  Concepción y la de la Transfixión.

## Obra
Saldoni considera a Oliac uno de los compositores más de más mérito del siglo XVIII. Ambrosio Pérez afirma: «Nos queda de Oliac bastante música, en que se revela su genio, su gran facilidad de producción y el culto que, como músico instruido, rendía al género fugado.»
La mayoría de la obra de Oliac se conserva en el archivo de la cAtedral de Ávila. Su obra es muy italianizante y en 1746 llegó incluso a incluir un aria italiana de Galluppi a continuación de una Misa a 8 voces. Oliac también adaptó o amplió obras de otros compositores, como José de Nebra.
- A Belén a ver al chico, villancico de Navidad a cinco 5 voces (1750);
- A donde con tal insulto, villancico de calenda a 8 voces;
- A el mayor sacrificio, canto al Santísimo a 4 voces;
- A ti se acoge, dulce dueño, canto al Santísimo;
- Ah de aquellos tres fieros enemigos, villancico de calenda a 8 voces;
- Ah del amor, villancico a Santiago (1744);
- Ah paisanus, ah mancebus, villancico a 5 voces;
- Ah pastorcillas, ah zagalejas, vill de tonadilla a 3 y 6 voces;
- Ah, de los cuatro elementos, canto al Santísimo a 4 voces;
- Al altar de la gracia, canto al Santísimo a 4 voces (1744);
- Al amor misterioso, canto al Santísimo a 4 voces;
- Al autor de la vida, recitado y aria para vísperas;
- Al culto festivo, canto al Santísimo a 4 voces.